# Montes Metalíferos

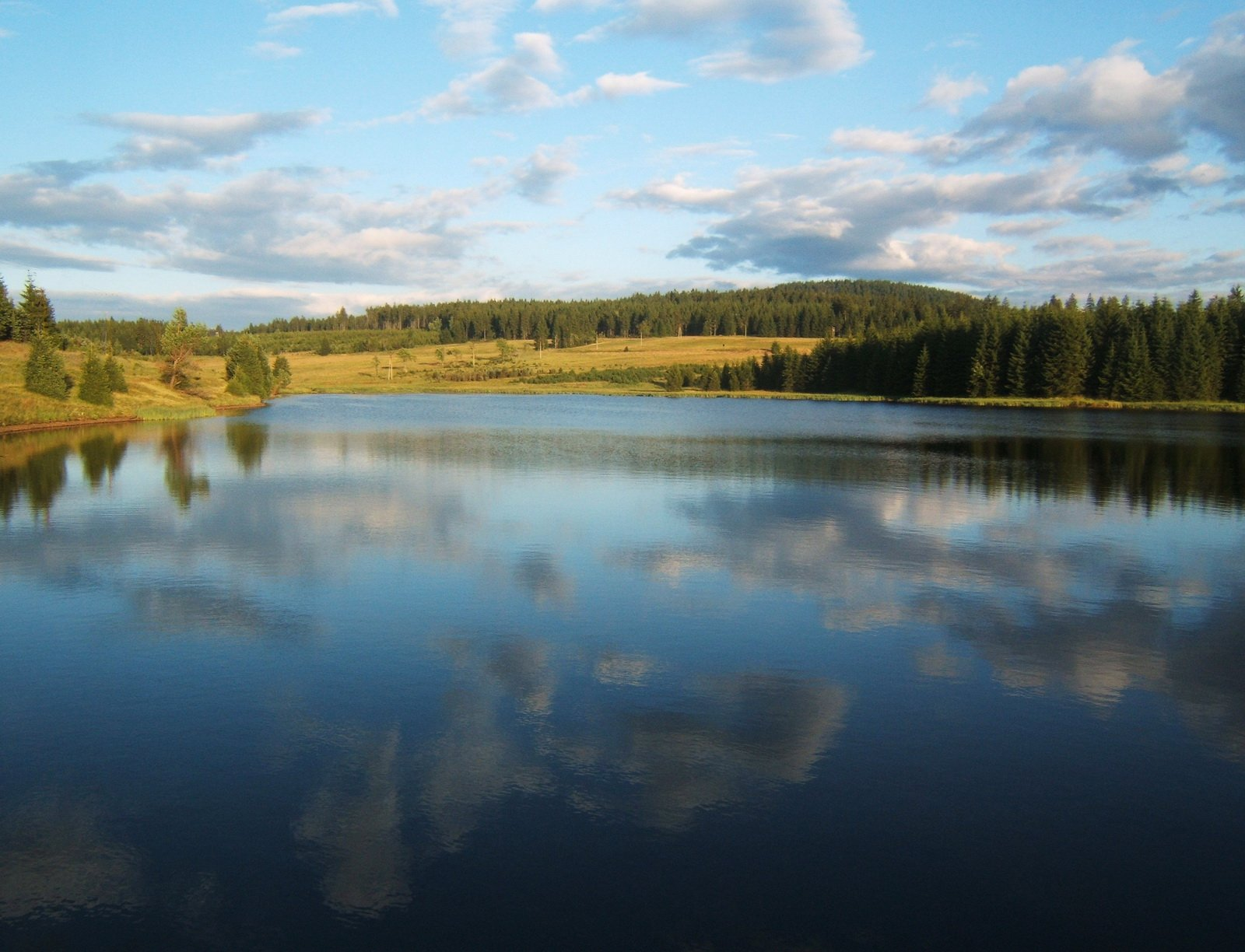
Lago nos Montes Metalíferos.

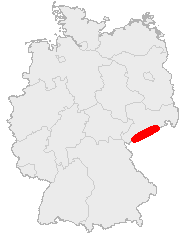
Localização dos Montes Metalíferos na Alemanha

Os Montes Metalíferos (em uma tradução literal) ou Hercínia (em alemão:  Erzgebirge, em tcheco/checo:  Krušné hory) são uma cordilheira entre a Alemanha e a República Checa. Essa região montanhosa, forma a fronteira entre ambos os países ao longo de 150 km, estendendo-se desde a fronteira ocidental do estado da Saxónia até ao rio Elba.
O rio Zwickauer Mulde nasce nos Metalíferos.